# Bernhard Emminghaus

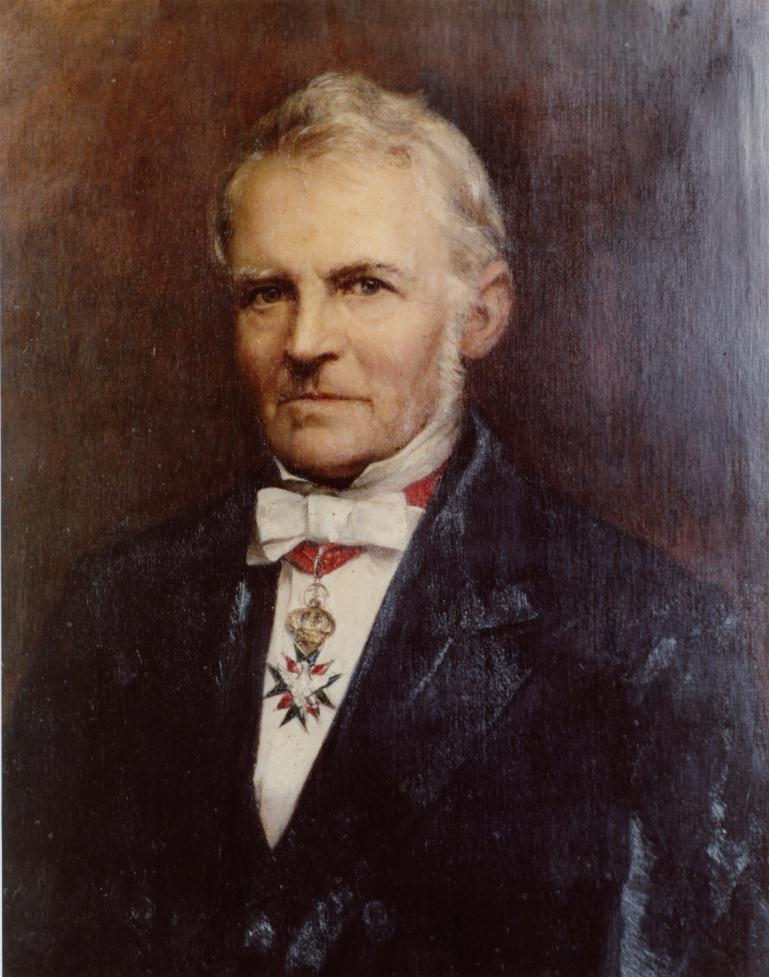
Bernhard Emminghaus

Johann Christian Bernhard Emminghaus (* 7. Dezember 1799 in Jena; † 14. Dezember 1875 in Weimar) war ein Justizrat in Weimar und Vater von Arwed Emminghaus, dem späteren Nationalökonom, Journalisten und Vorsitzenden Direktor der Gothaer Lebensversicherungs-Gesellschaft in Gotha.

## Leben
Bernhard Emminghaus wurde als Sohn der Eheleute Ernst Bernhard Emminghaus und Amalie Karolina, geb. Wiedeburg, geboren. Sein Vater war Doktor der Jurisprudenz. Von 1819 bis 1822 studierte Bernhard an der Universität Jena Rechtswissenschaften. Während seines Studiums wurde er 1819 Mitglied der Urburschenschaft. Im Jahre 1823 trat er eine Stelle als Amtsadvokat in Jena an, gefolgt von einer Anstellung als 1824 Amtsaktuar in Weida 1824. Am 24. Juni 1826 wurde er als Dr. juris utriusque (Doktor beider Rechte, des weltlichen (Zivil-)Rechts und des kanonischen Kirchenrechts) promoviert. Es folgte im Jahre 1828 eine Anstellung als Amtsaktuar in Niederroßla. 1834 wird Emminghaus Justizamtmann in Blankenhain, das gleiche Amt trat er 1844 in Bad Berka an, wo er 2 Jahre später Justizrat wurde. Eine weitere Stufe auf seiner Erfolgsleiter erreichte er 1850 mit der Ernennung als Vortragender Rat im Staatsministerium in Weimar, Finanzabteilung. Hier wohnte er zwischen 1858 und 1863 in der Schillerstraße 12 im 1. Stock, das heutige Schillerhaus Weimar. Zu dieser Zeit war das Schillerhaus bereits eine Schillergedenkstätte. Emminghaus hat wohl nur wenige Räume des Hauses angemietet. Im Jahre 1858 wurde er zum Geheimen Finanzrat in Weimar befördert.
Bernhard Emminghaus starb am 14. Dezember 1875, 76-jährig, in Weimar.

## Ehrungen
- 1862 Ritter l. Klasse des Hausordens der Wachsamkeit, ein Orden des Großherzogtums Sachsen-Weimar-Eisenach.
- 1872 Komturkreuz dieses Ordens

## Privates
Emminghaus heiratete am 10. Mai 1825 Amalie Selma Sturm (* 21. Oktober 1807 in Eisenach; † 6. Dezember 1884 in Weimar). Amalie war Tochter des Eisenacher Arztes und Stadtphysikus Christian Benjamin Gottlieb Sturm und seiner Frau Caroline Augustine Slevogt.
Aus der Ehe gingen folgende Kinder hervor:
- Elise (* 29. September 1826 in Weida; † ?). 1851, 25-jährig, heiratete Elise Carl Ernst Arminius Emil Ferdinand Graf und Edler Herr zur Lippe-Weißenfeld (1825–1899) und wurde damit Freiin Emminghaus. Das Ehepaar bekam vier Kinder.
- Karoline (* 2. Juni 1828 in Niederroßla; † 12. Juni 1828 ebenda)
- Anna (* 18. Januar 1830 in Niederroßla; † 10. August 1903 in Weimar)
- Karl Bernhard Arwed (* 22. August 1831 in Niederroßla; † 8. Februar 1916 in Gotha)
- Thekla (* 28. Oktober 1833 in Niederroßla; † ?). Thekla heiratete 1860, 27-jährig, den späteren Geheimen Regierungsrat in Dessau, Georg Albrecht Rindfleisch

Sein Bruder war der Jurist und Archivar Gustav Emminghaus.

## Quelle
- Website der Nachfahren der Familie Emminghaus